# Calonectria
Calonectria is een geslacht van schimmels behorend tot de familie Nectriaceae. De typesoort is Calonectria daldiniana.

## Soorten
Volgens Index Fungorum telt het geslacht 214 soorten (peildatum maart 2023):
| Soortnaam                                       | Auteur(s)                                                          | Publicatiejaar |
| ----------------------------------------------- | ------------------------------------------------------------------ | -------------- |
| Calonectria acaciicola                          | N.Q. Pham, T.Q. Pham & M.J. Wingf.                                 | 2019           |
| Calonectria acicola                             | Gadgil & M.A. Dick                                                 | 2004           |
| Calonectria aciculata                           | Jie Q. Li, Q.L. Liu & S.F. Chen bis                                | 2017           |
| Calonectria aconidialis                         | L. Lombard, Crous & S.F. Chen bis                                  | 2015           |
| Calonectria aeknauliensis                       | N.Q. Pham & M.J. Wingf.                                            | 2019           |
| Calonectria amazonica                           | L. Lombard & Crous                                                 | 2016           |
| Calonectria amazoniensis                        | L. Lombard & Crous                                                 | 2016           |
| Calonectria angustata                           | (Crous & El-Gholl) L. Lombard, M.J. Wingf. & Crous                 | 2010           |
| Calonectria apoensis                            | Petr.                                                              | 1969           |
| Calonectria arbusta                             | L. Lombard, Crous & S.F. Chen bis                                  | 2015           |
| Calonectria asiatica                            | Crous & Hywel-Jones                                                | 2004           |
| Calonectria auriculiformis                      | N.Q. Pham, T.Q. Pham & M.J. Wingf.                                 | 2019           |
| Calonectria australiensis                       | (Crous & K.D. Hyde) L. Lombard, M.J. Wingf. & Crous                | 2010           |
| Calonectria avesiculata                         | T.S. Schub., El-Gholl, Alfieri & Schoult.                          | 1989           |
| Calonectria baviensis                           | N.Q. Pham, T.Q. Pham & M.J. Wingf.                                 | 2019           |
| Calonectria blephiliae                          | Crous & Hodges                                                     | 2013           |
| Calonectria brachiatica                         | L. Lombard, M.J. Wingf. & Crous                                    | 2009           |
| Calonectria brasiliana                          | L. Lombard & Crous                                                 | 2016           |
| Calonectria brasiliensis                        | (Bat. & Cif.) L. Lombard, M.J. Wingf. & Crous                      | 2010           |
| Calonectria brassianae                          | R.F. Alfenas, L. Lombard, Crous & Alfenas                          | 2015           |
| Calonectria brassicae                           | (Panwar & Bohra) L. Lombard, M.J. Wingf. & Crous                   | 2009           |
| Calonectria brassicicola                        | L. Lombard & Crous                                                 | 2016           |
| Calonectria brevistipitata                      | L. Lombard & Crous                                                 | 2016           |
| Calonectria bumicola                            | N.Q. Pham & M.J. Wingf.                                            | 2019           |
| Calonectria californiensis                      | Crous & Roon.-Lath.                                                | 2021           |
| Calonectria candelabrum                         | (Viégas) Rossman, L. Lombard & Crous                               | 2015           |
| Calonectria cassiae                             | Y.X. Zhang, C.T. Chen, Manawas. & M.M. Xiang                       | 2022           |
| Calonectria celata                              | Döbbeler                                                           | 1978           |
| Calonectria cerciana                            | L. Lombard, M.J. Wingf. & Crous                                    | 2010           |
| Calonectria chinensis                           | (Crous) L. Lombard, M.J. Wingf. & Crous                            | 2010           |
| Calonectria chorleyi                            | Hansf.                                                             | 1946           |
| Calonectria citri                               | (H.S. Fawc. & Klotz) L. Lombard, M.J. Wingf. & Crous               | 2010           |
| Calonectria clavata                             | Alfieri, El-Gholl & E.L. Barnard                                   | 1993           |
| Calonectria cliffortiicola                      | L. Lombard & Crous                                                 | 2016           |
| Calonectria cochinchinensis                     | N.Q. Pham, T.Q. Pham & M.J. Wingf.                                 | 2019           |
| Calonectria colhounii (Azaleameniezwammetje)    | Peerally                                                           | 1973           |
| Calonectria colombiana                          | L. Lombard, Crous & M.J. Wingf.                                    | 2010           |
| Calonectria colombiensis                        | Crous                                                              | 2004           |
| Calonectria copelandii                          | Henn.                                                              | 1908           |
| Calonectria crousiana                           | S.F. Chen, L. Lombard, M.J. Wingf. & X.D. Zhou                     | 2011           |
| Calonectria crousii                             | P.M. Kirk                                                          | 2015           |
| Calonectria curvata                             | (Boedijn & Reitsma) L. Lombard, M.J. Wingf. & Crous                | 2010           |
| Calonectria curvispora                          | (Crous & D. Victor) L. Lombard, M.J. Wingf. & Crous                | 2010           |
| Calonectria cylindrospora                       | (Ellis & Everh.) Rossman, L. Lombard & Crous                       | 2015           |
| Calonectria densa                               | L. Lombard, M.J. Wingf. & Crous                                    | 2010           |
| Calonectria dicephalospora                      | J. Luo & W.Y. Zhuang                                               | 2010           |
| Calonectria duoramosa                           | R.F. Alfenas, L. Lombard & Crous                                   | 2015           |
| Calonectria ecuadorae                           | (Crous & M.J. Wingf.) L. Lombard, M.J. Wingf. & Crous              | 2010           |
| Calonectria ecuadorensis                        | L. Lombard & Crous                                                 | 2017           |
| Calonectria ecuadorica                          | Petr.                                                              | 1950           |
| Calonectria ericae                              | L. Lombard & Crous                                                 | 2016           |
| Calonectria eucalypti                           | L. Lombard, M.J. Wingf. & Crous                                    | 2010           |
| Calonectria eucalypticola                       | R.F. Alfenas, L. Lombard & Crous                                   | 2015           |
| Calonectria eucalyptina                         | Sousa da Câmara & Luz                                              | 1939           |
| Calonectria expansa                             | L. Lombard, Crous & S.F. Chen bis                                  | 2015           |
| Calonectria fimbriata                           | Seaver & Waterston                                                 | 1940           |
| Calonectria foliicola                           | L. Lombard, Crous & S.F. Chen bis                                  | 2015           |
| Calonectria fragariae                           | R.F. Alfenas, O.L. Pereira & Crous                                 | 2018           |
| Calonectria fujianensis                         | S.F. Chen, L. Lombard, M.J. Wingf. & X.D. Zhou                     | 2011           |
| Calonectria glaebicola                          | R.F. Alfenas, L. Lombard & Crous                                   | 2015           |
| Calonectria gordoniae                           | (Leahy, T.S. Schub. & El-Gholl) L. Lombard, M.J. Wingf. & Crous    | 2010           |
| Calonectria gracilipes                          | Crous & Mchau                                                      | 1997           |
| Calonectria gracilis                            | Crous, M.J. Wingf. & Alfenas                                       | 1993           |
| Calonectria granulosa                           | Seaver                                                             | 1916           |
| Calonectria guangdongensis                      | Y.X. Zhang, C.T. Chen, Manawas. & M.M. Xiang                       | 2022           |
| Calonectria guangxiensis                        | L. Lombard, Crous & S.F. Chen bis                                  | 2015           |
| Calonectria hainanensis                         | L. Lombard, Crous & S.F. Chen bis                                  | 2015           |
| Calonectria hawksworthii                        | (Peerally) L. Lombard, M.J. Wingf. & Crous                         | 2010           |
| Calonectria hemileiae                           | S.S. Salcedo, A.A. Colmán, H.C. Evans & R.W. Barreto               | 2018           |
| Calonectria hendrickxii                         | (Hansf.) Rossman                                                   | 1977           |
| Calonectria henricotiae                         | Gehesquière, Heungens & J.A. Crouch                                | 2015           |
| Calonectria heveicola                           | N.Q. Pham, T.Q. Pham & M.J. Wingf.                                 | 2019           |
| Calonectria hodgesii                            | R.F. Alfenas, O.L. Pereira, Crous & Alfenas                        | 2013           |
| Calonectria honghensis                          | Jie Q. Li, Q.L. Liu & S.F. Chen bis                                | 2017           |
| Calonectria hongkongensis                       | Crous                                                              | 2004           |
| Calonectria humicola                            | L. Lombard, M.J. Wingf. & Crous                                    | 2010           |
| Calonectria hurae                               | (Linder & Whetzel) L. Lombard, M.J. Wingf. & Crous                 | 2010           |
| Calonectria ilicicola                           | Boedijn & Reitsma                                                  | 1950           |
| Calonectria indonesiae                          | (Crous) L. Lombard, M.J. Wingf. & Crous                            | 2010           |
| Calonectria indonesiana                         | L. Lombard & Crous                                                 | 2016           |
| Calonectria indusiata                           | (Seaver) Crous                                                     | 2002           |
| Calonectria insularis                           | C.L. Schoch & Crous                                                | 1999           |
| Calonectria kampalensis                         | Hansf.                                                             | 1941           |
| Calonectria kyotensis (Wortelrotmeniezwammetje) | Terash.                                                            | 1968           |
| Calonectria lageniformis                        | L. Lombard & Crous                                                 | 2016           |
| Calonectria lantauensis                         | Jie Q. Li, Q.L. Liu & S.F. Chen bis                                | 2017           |
| Calonectria lateralis                           | L. Lombard, Crous & S.F. Chen bis                                  | 2015           |
| Calonectria lauri                               | Lechat & Crous                                                     | 2020           |
| Calonectria leguminum                           | (Rehm) Crous                                                       | 2002           |
| Calonectria leightonii                          | (Berk.) Sacc.                                                      | 1878           |
| Calonectria leucothoes                          | (El-Gholl, Leahy & T.S. Schub.) L. Lombard, M.J. Wingf. & Crous    | 2010           |
| Calonectria lichi                               | Q.L. Liu & S.F. Chen bis                                           | 2017           |
| Calonectria limpida                             | Syd. & P. Syd.                                                     | 1912           |
| Calonectria lombardiana                         | Q.L. Liu & S.F. Chen                                               | 2020           |
| Calonectria longiramosa                         | L. Lombard & Crous                                                 | 2017           |
| Calonectria machaerinae                         | L. Lombard & Crous                                                 | 2016           |
| Calonectria macroconidialis                     | (Crous, M.J. Wingf. & Alfenas) Crous                               | 2000           |
| Calonectria madagascariensis                    | Crous                                                              | 2002           |
| Calonectria magnispora                          | L. Lombard, Crous & S.F. Chen bis                                  | 2015           |
| Calonectria malesiana                           | (Crous) L. Lombard, M.J. Wingf. & Crous                            | 2010           |
| Calonectria maranhensis                         | R.F. Alfenas, L. Lombard & Crous                                   | 2015           |
| Calonectria matogrossensis                      | R.A. Fernandes, Alfenas & R.F. Alfenas                             | 2019           |
| Calonectria melaleucae                          | Y.X. Zhang, C.T. Chen, Manawas. & M.M. Xiang                       | 2022           |
| Calonectria meliolae                            | Hansf.                                                             | 1941           |
| Calonectria metrosideri                         | R.F. Alfenas, O.L. Pereira, Crous & Alfenas                        | 2015           |
| Calonectria mexicana                            | C.L. Schoch & Crous                                                | 1999           |
| Calonectria microconidialis                     | L. Lombard, Crous & S.F. Chen bis                                  | 2015           |
| Calonectria mindoensis                          | Petr.                                                              | 1948           |
| Calonectria minutissima                         | Grove                                                              | 1930           |
| Calonectria montana                             | Q.L. Liu & S.F. Chen bis                                           | 2017           |
| Calonectria monticola                           | L. Lombard & Crous                                                 | 2015           |
| Calonectria moravica                            | Petr.                                                              | 1934           |
| Calonectria morganii                            | Crous, Alfenas & M.J. Wingf.                                       | 1993           |
| Calonectria mossambicensis                      | Maússe-Sitoe, S.F. Chen & Jol. Roux                                | 2013           |
| Calonectria multilateralis                      | L. Lombard & Crous                                                 | 2016           |
| Calonectria multinaviculata                     | R.F. Alfenas, L. Lombard & Crous                                   | 2015           |
| Calonectria multiphialidica                     | (Crous, Simoneau & Risède) L. Lombard, M.J. Wingf. & Crous         | 2010           |
| Calonectria multiseptata                        | Crous & M.J. Wingf.                                                | 1998           |
| Calonectria multistipitata                      | N.Q. Pham, T.Q. Pham & M.J. Wingf.                                 | 2019           |
| Calonectria muscicola                           | Zerova                                                             | 1955           |
| Calonectria naviculata                          | Crous & M.J. Wingf.                                                | 1997           |
| Calonectria nemoralis                           | L. Lombard & Crous                                                 | 2017           |
| Calonectria nemoricola                          | R.F. Alfenas, L. Lombard & Crous                                   | 2015           |
| Calonectria nymphaeae                           | Yong Wang bis, S.Y. Qin, P. Tan & K.D. Hyde                        | 2013           |
| Calonectria octoramosa                          | L. Lombard & Crous                                                 | 2017           |
| Calonectria oodes                               | Petch                                                              | 1920           |
| Calonectria ophiospora                          | Rossman                                                            | 1983           |
| Calonectria orientalis                          | L. Lombard, M.J. Wingf. & Crous                                    | 2010           |
| Calonectria ornata                              | A.L. Sm.                                                           | 1901           |
| Calonectria ovata                               | D. Victor & Crous                                                  | 1997           |
| Calonectria pacifica                            | (J.C. Kang, Crous & C.L. Schoch) L. Lombard, M.J. Wingf. & Crous   | 2010           |
| Calonectria papillata                           | L. Lombard, Crous & S.F. Chen bis                                  | 2015           |
| Calonectria paracolhounii                       | L. Lombard & Crous                                                 | 2016           |
| Calonectria paraensis                           | R.F. Alfenas, L. Lombard & Crous                                   | 2015           |
| Calonectria parakyotensis                       | L. Lombard, Crous & S.F. Chen bis                                  | 2015           |
| Calonectria parva                               | L. Lombard & Crous                                                 | 2016           |
| Calonectria parvispora                          | L. Lombard & Crous                                                 | 2017           |
| Calonectria pauciphialidica                     | Q.L. Liu & S.F. Chen                                               | 2020           |
| Calonectria pauciramosa                         | C.L. Schoch & Crous                                                | 1999           |
| Calonectria penicilloides                       | (Tubaki) L. Lombard, M.J. Wingf. & Crous                           | 2010           |
| Calonectria pentaseptata                        | L. Lombard, M.J. Wingf., T.Q. Pham & Crous                         | 2012           |
| Calonectria piauiensis                          | R.F. Alfenas, L. Lombard & Crous                                   | 2015           |
| Calonectria pini                                | L. Lombard, M.J. Wingf. & Crous                                    | 2010           |
| Calonectria pini-caribaeae                      | Tak. Kobay. & E.D. Guzmán                                          | 1988           |
| Calonectria platasca                            | (Berk.) Sacc.                                                      | 1878           |
| Calonectria plurilateralis                      | L. Lombard & Crous                                                 | 2016           |
| Calonectria pluriramosa                         | L. Lombard, Crous & S.F. Chen bis                                  | 2015           |
| Calonectria polizzii                            | L. Lombard, Crous & M.J. Wingf.                                    | 2010           |
| Calonectria propaginicola                       | R.F. Alfenas, L. Lombard & Crous                                   | 2015           |
| Calonectria pseudobrassicae                     | R.F. Alfenas, L. Lombard & Crous                                   | 2015           |
| Calonectria pseudocerciana                      | R.F. Alfenas, L. Lombard & Crous                                   | 2015           |
| Calonectria pseudocolhounii                     | S.F. Chen, L. Lombard, M.J. Wingf. & X.D. Zhou                     | 2011           |
| Calonectria pseudoecuadorae                     | L. Lombard & Crous                                                 | 2016           |
| Calonectria pseudohodgesii                      | R.F. Alfenas, L. Lombard & Crous                                   | 2015           |
| Calonectria pseudokyotensis                     | L. Lombard, Crous & S.F. Chen bis                                  | 2015           |
| Calonectria pseudometrosideri                   | R.F. Alfenas, L. Lombard & Crous                                   | 2015           |
| Calonectria pseudomexicana                      | L. Lombard, Polizzi & Crous                                        | 2011           |
| Calonectria pseudonaviculata                    | (Crous, J.Z. Groenew. & C.F. Hill) L. Lombard, M.J. Wingf. & Crous | 2010           |
| Calonectria pseudopteridis                      | (Sherb.) R.F. Alfenas, L. Lombard & Crous                          | 2015           |
| Calonectria pseudoreteaudii                     | L. Lombard, M.J. Wingf. & Crous                                    | 2010           |
| Calonectria pseudoscoparia                      | L. Lombard, M.J. Wingf. & Crous                                    | 2010           |
| Calonectria pseudospathiphylli                  | J.C. Kang, Crous & C.L. Schoch                                     | 2001           |
| Calonectria pseudospathulata                    | R.F. Alfenas, L. Lombard & Crous                                   | 2015           |
| Calonectria pseudoturangicola                   | Jie Q. Li, Q.L. Liu & S.F. Chen bis                                | 2017           |
| Calonectria pseudouxmalensis                    | L. Lombard & Crous                                                 | 2016           |
| Calonectria pseudovata                          | R.F. Alfenas, L. Lombard & Crous                                   | 2015           |
| Calonectria pseudoyunnanensis                   | Jie Q. Li, Q.L. Liu & S.F. Chen bis                                | 2017           |
| Calonectria pteridis                            | Crous, M.J. Wingf. & Alfenas                                       | 1993           |
| Calonectria putriramosa                         | L. Lombard & Crous                                                 | 2016           |
| Calonectria pyrochroa (Vuurmeniezwammetje)      | (Desm.) Sacc.                                                      | 1878           |
| Calonectria queenslandica                       | L. Lombard, M.J. Wingf. & Crous                                    | 2010           |
| Calonectria quinqueramosa                       | R.F. Alfenas, L. Lombard & Crous                                   | 2015           |
| Calonectria rajasthanensis                      | Réblová                                                            | 1997           |
| Calonectria reteaudii                           | (Bugnic.) C. Booth                                                 | 1966           |
| Calonectria robigophila                         | R.F. Alfenas, L. Lombard & Crous                                   | 2015           |
| Calonectria rubropunctata                       | Rehm                                                               | 1909           |
| Calonectria rumohrae                            | El-Gholl & Alfenas                                                 | 1997           |
| Calonectria rutila                              | Kirschst.                                                          | 1939           |
| Calonectria scoparia                            | Ribeiro & Matsuoka ex Peerally                                     | 1991           |
| Calonectria seminaria                           | L. Lombard, Crous & S.F. Chen bis                                  | 2015           |
| Calonectria shaoguanensis                       | Y.X. Zhang, C.T. Chen & Manawas.                                   | 2022           |
| Calonectria silvicola                           | R.F. Alfenas, L. Lombard & Crous                                   | 2015           |
| Calonectria singaporensis                       | Crous & Decock                                                     | 2021           |
| Calonectria soroceae                            | Rehm                                                               | 1900           |
| Calonectria spathiphylli                        | El-Gholl, J.Y. Uchida, Alfenas, T.S. Schub., Alfieri & A.R. Chase  | 1992           |
| Calonectria spathulata                          | El-Gholl, Kimbr., E.L. Barnard, Alfieri & Schoult.                 | 1986           |
| Calonectria sphaeropedunculata                  | L. Lombard, Crous & S.F. Chen bis                                  | 2015           |
| Calonectria stipitata                           | L. Lombard & Crous                                                 | 2016           |
| Calonectria strelitziae                         | Y.X. Zhang, C.T. Chen, Manawas. & M.M. Xiang                       | 2022           |
| Calonectria sulawesiensis                       | L. Lombard, M.J. Wingf. & Crous                                    | 2010           |
| Calonectria sumatrensis                         | (Crous) L. Lombard, M.J. Wingf. & Crous                            | 2010           |
| Calonectria syzygiicola                         | L. Lombard & Crous                                                 | 2016           |
| Calonectria telluricola                         | R.F. Alfenas, L. Lombard & Crous                                   | 2015           |
| Calonectria tereticornis                        | L. Lombard & Crous                                                 | 2016           |
| Calonectria terrae-reginae                      | L. Lombard, M.J. Wingf. & Crous                                    | 2010           |
| Calonectria terrestris                          | L. Lombard, Crous & S.F. Chen bis                                  | 2015           |
| Calonectria terricola                           | L. Lombard & Crous                                                 | 2016           |
| Calonectria tessellata                          | Petch                                                              | 1938           |
| Calonectria tetraramosa                         | L. Lombard, Crous & S.F. Chen bis                                  | 2015           |
| Calonectria tonkinensis                         | N.Q. Pham, T.Q. Pham & M.J. Wingf.                                 | 2019           |
| Calonectria tropicalis                          | L. Lombard & Crous                                                 | 2016           |
| Calonectria tucuruiensis                        | L. Lombard & Crous                                                 | 2017           |
| Calonectria tunisiana                           | L. Lombard, Polizzi & Crous                                        | 2011           |
| Calonectria turangicola                         | L. Lombard, Crous & S.F. Chen bis                                  | 2015           |
| Calonectria ugandae                             | Hansf.                                                             | 1941           |
| Calonectria ukolayi                             | Thaung                                                             | 1977           |
| Calonectria uxmalensis                          | L. Lombard & Crous                                                 | 2016           |
| Calonectria variabilis                          | Crous, J.D. Janse, D. Victor, G.F. Marais & Alfenas                | 1993           |
| Calonectria vegrandis                           | N.Q. Pham & M.J. Wingf.                                            | 2019           |
| Calonectria venezuelana                         | L. Lombard & Crous                                                 | 2016           |
| Calonectria vigiensis                           | S.R. Mohali & J.E. Stewart                                         | 2021           |
| Calonectria xantholeuca                         | (Kunze) Sacc.                                                      | 1878           |
| Calonectria yunnanensis                         | Jie Q. Li, Q.L. Liu & S.F. Chen bis                                | 2017           |
| Calonectria zuluensis                           | L. Lombard, Crous & M.J. Wingf.                                    | 2010           |